# Hedyotis shenzhenensis
Hedyotis shenzhenensis är en måreväxtart som beskrevs av Tao Chen. Hedyotis shenzhenensis ingår i släktet Hedyotis och familjen måreväxter. Inga underarter finns listade i Catalogue of Life.